# Bradysia latimedialis
Bradysia latimedialis är en tvåvingeart som först beskrevs av Franz Lengersdorf 1941.  Bradysia latimedialis ingår i släktet Bradysia och familjen sorgmyggor. Inga underarter finns listade i Catalogue of Life.